# 52. Münchner Sicherheitskonferenz
Die 52. Münchner Sicherheitskonferenz fand vom 12. bis 14. Februar 2016 statt. An der Veranstaltung nahmen 600 internationale Gäste teil, darunter 30 Staats- und Regierungschefs, 70 Außen- und Verteidigungsminister, die Direktoren verschiedener Nachrichtendienste sowie 700 Journalisten aus 48 Ländern.

## Begrüßung
Der Vorsitzende der Münchner Sicherheitskonferenz, Wolfgang Ischinger, beschrieb in seiner Begrüßungsrede die zentralen Themen der Konferenz. Die internationale Ordnung, warnte Ischinger, sei in dem schlechtesten Zustand seit Ende des Kalten Krieges. Er beschrieb die Aussichten als „düster“ und forderte die internationale Gemeinschaft und insbesondere Europa auf, ihre Anstrengungen zur Kooperation auszuweiten.

## Eröffnungsreden
Erstmals eröffneten die Verteidigungsminister Deutschlands und Frankreichs, Ursula von der Leyen und Jean-Yves Le Drian, gemeinsam die Konferenz. Ministerin von der Leyen schilderte in ihrer Rede die Herausforderungen im Zusammenhang mit der europäischen Flüchtlingskrise. Sie erklärte, dass die Hilfe für flüchtende Menschen eine humanitäre Pflicht sei und auch geltendem Recht entspreche. Die Verteidigungsministerin berichtete, dass sich die Bundeswehr als Teil eines NATO-Verbands im östlichen Mittelmeer am Kampf gegen Schleuser beteilige und weiterhin durch die Ausbildung von Flüchtlingen in zivilen Berufen einen Beitrag zu deren Integration in Deutschland leiste. In diesem Zusammenhang betonte von der Leyen, dass der Zustrom an Flüchtlingen insgesamt verringert werden müsse, um die Hilfe auf die tatsächlichen Schutzbedürftigen konzentrieren zu können. Le Drian beschrieb in seinem Teil der Eröffnungsrede die drängende Problematik des Krieges in Syrien und des internationalen Terrorismus. Auch vor dem Hintergrund der Terroranschläge in Frankreich forderte er eine Intensivierung des Kampfes gegen die Terrorormiliz Islamischen Staat. Zugleich bekräftigte der Minister, dass in Syrien nur dann eine Feuerpause zu erreichen sei, wenn Russland seine Bombenangriffe in dem Land einstelle.

## Themen

### Konflikt zwischen NATO und Russland
Le Drians betonte die Bedeutung der Verständigung, welche die im Vorfeld der Konferenz tagende Syrien-Kontaktgruppe zuvor erreicht hatte. Gemäß dieser Absprache sollte binnen einer Woche eine Feuerpause in Syrien in Kraft treten. Besondere Bedeutung erlangte diese Einigung durch den Umstand, dass sich trotz der politisch angespannten Lage zwischen der NATO und Russland alle Teilnehmer der Kontaktgruppe auf dieses Ziel verständigt hatten.
Während einer Rede am zweiten Konferenztag erläuterte der NATO-Generalsekretär Jens Stoltenberg die Lage zwischen dem Westen und Russland aus Sicht der NATO. Er nannte das russische Vorgehen einen Versuch, die westliche Sicherheitsordnung und die westlich orientierten Nachbarstaaten Russlands zu destabilisieren und einzuschüchtern. Als Antwort auf diese Strategie bekräftige Stoltenberg die Bündnissolidarität unter den NATO-Mitgliedern und betonte die Bereitschaft der Allianz zur Bündnisverteidigung. Zugleich befürwortete er die Prüfung der erneuten Aufnahme von Gesprächen im Rahmen des NATO-Russland-Rates. Stoltenberg betonte: „Wir wollen keinen neuen Kalten Krieg mit Russland“.

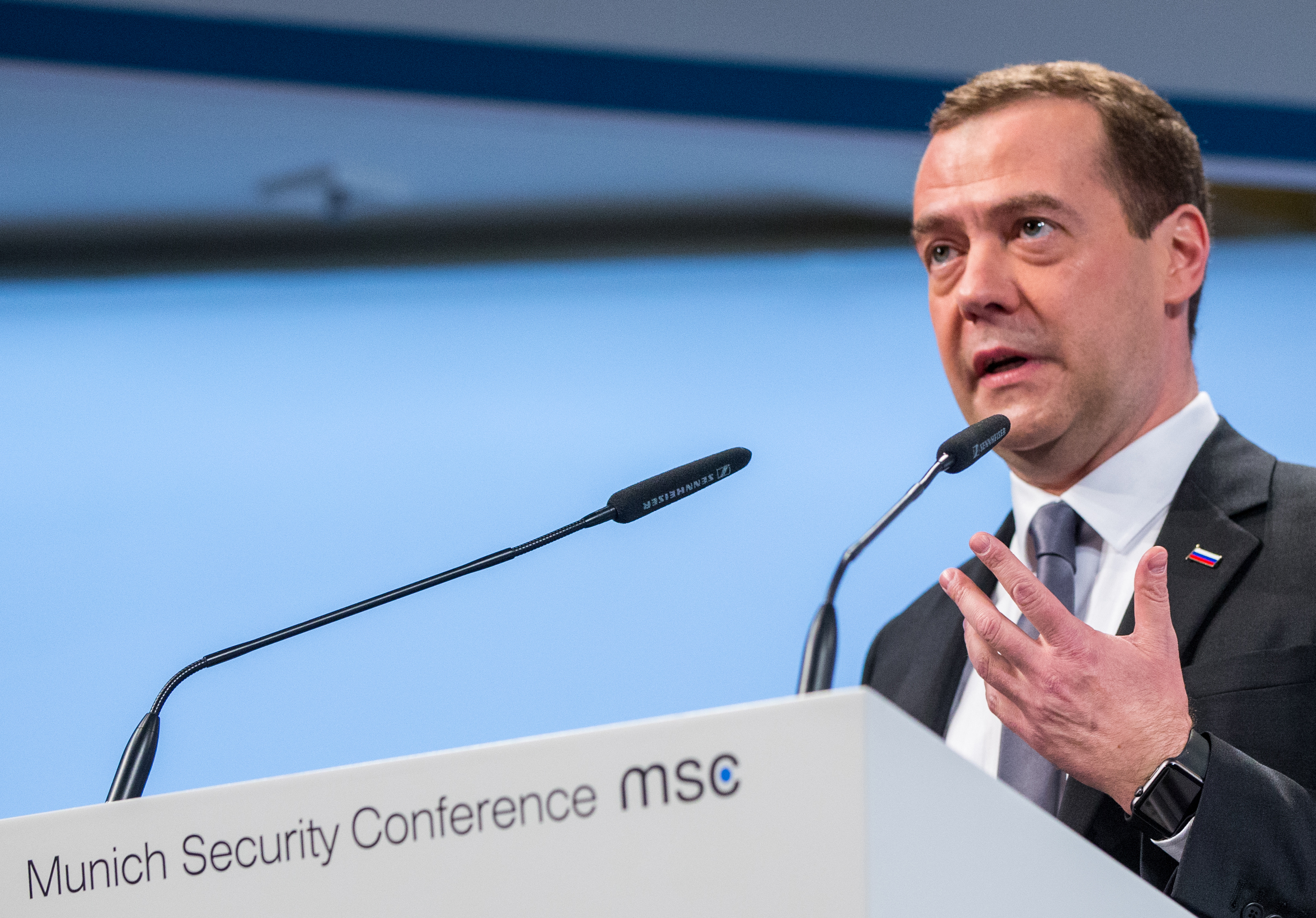
Der russische Ministerpräsident Dmitri Medwedew während der 52. Sicherheitskonferenz

Die Spannungen zwischen dem Westen und Russland waren Thema zahlreicher Debatten. Einen weiteren Anlass dazu lieferte der russische Ministerpräsident Dmitri Medwedew. Dessen Rede wurde von Teilnehmern verschiedentlich so verstanden, dass der Westen und Russland nach Überzeugung Moskaus „in einen neuen Kalten Krieg abgerutscht“ seien. Medwedew hatte eine „Mode der Russophobie“ beklagt und festgestellt, dass aus russischer Sicht der Westen den Dialog mit Russland abgebrochen habe und sein Land willkürlich behandle. Er kritisierte eine Abschreckungs-Doktrin der NATO und unterstellte den Sanktionen gegen Russland eine aggressive Absicht. Trotz dieser Vorwürfe kündigte der Ministerpräsident an, dass Russland an einer „europäischen Friedensunion“ arbeite und man sich in München auch im Interesse der europäischen Sicherheit versammelt habe. Er kündigte eine konstruktive Rolle Russlands im Syrien-Konflikt an und erklärte die Beteiligung Russlands an den Kampfhandlungen in dem Land mit einer hohen Anzahl von IS-Kämpfern, die aus dem russischen Staatsgebiet stammten und „nicht zurückkommen“ dürften. Er betonte auch, dass es für angebliche russische Angriffe auf syrische Zivilisten keine Beweise gäbe. Er kritisierte die westliche Euphorie über den Arabischen Frühling als naiv und fragte, wo die erhoffte Demokratie sei. Im Gegensatz dazu sei die politische Entwicklung im Nahen Osten für den Aufstieg des IS verantwortlich. Die syrische Opposition forderte er zu Verhandlungen mit dem syrischen Präsidenten Assad auf. Zugleich lehnte er eine Unterscheidung zwischen dem IS und anderen Gruppierungen ab, weil alle von Moskau als Terroristen betrachteten Gruppen gleichermaßen zu bekämpfen seien.
In einer Debatte zwischen Präsidenten russischer Nachbarstaaten wurde von Seiten Polens und Lettlands im Zusammenhang mit dem Vorgehen Russlands eine Stärkung der NATO und eine größere Führungsrolle der Amerikaner im Bündnis gefordert. So erklärte die lettische Präsidentin Dalia Grybauskaitė, dass von Russland bereits ein „heißer Krieg“ ausginge. Auch der ebenfalls an der Debatte teilnehmende Präsident des Europäischen Parlaments, Martin Schulz, warnte vor Versuchen der russischen Föderation, einen Keil in die EU zu treiben. Der ukrainische Präsident Petro Poroschenko schließlich wandte sich an den abwesenden russischen Staatspräsidenten Putin und betonte, dass es sich nach seiner Überzeugung keineswegs um einen Bürgerkrieg in der Ukraine handele, sondern um die Folgen russischer Aggression und russischer Besetzung, die Ausdruck einer Konfrontation verschiedener Wertesystemen seien. Er warnte zugleich vor einer Absicht Russlands, Europa durch die Unterstützung populistischer Parteien destabilisieren und auseinanderdividieren zu wollen.

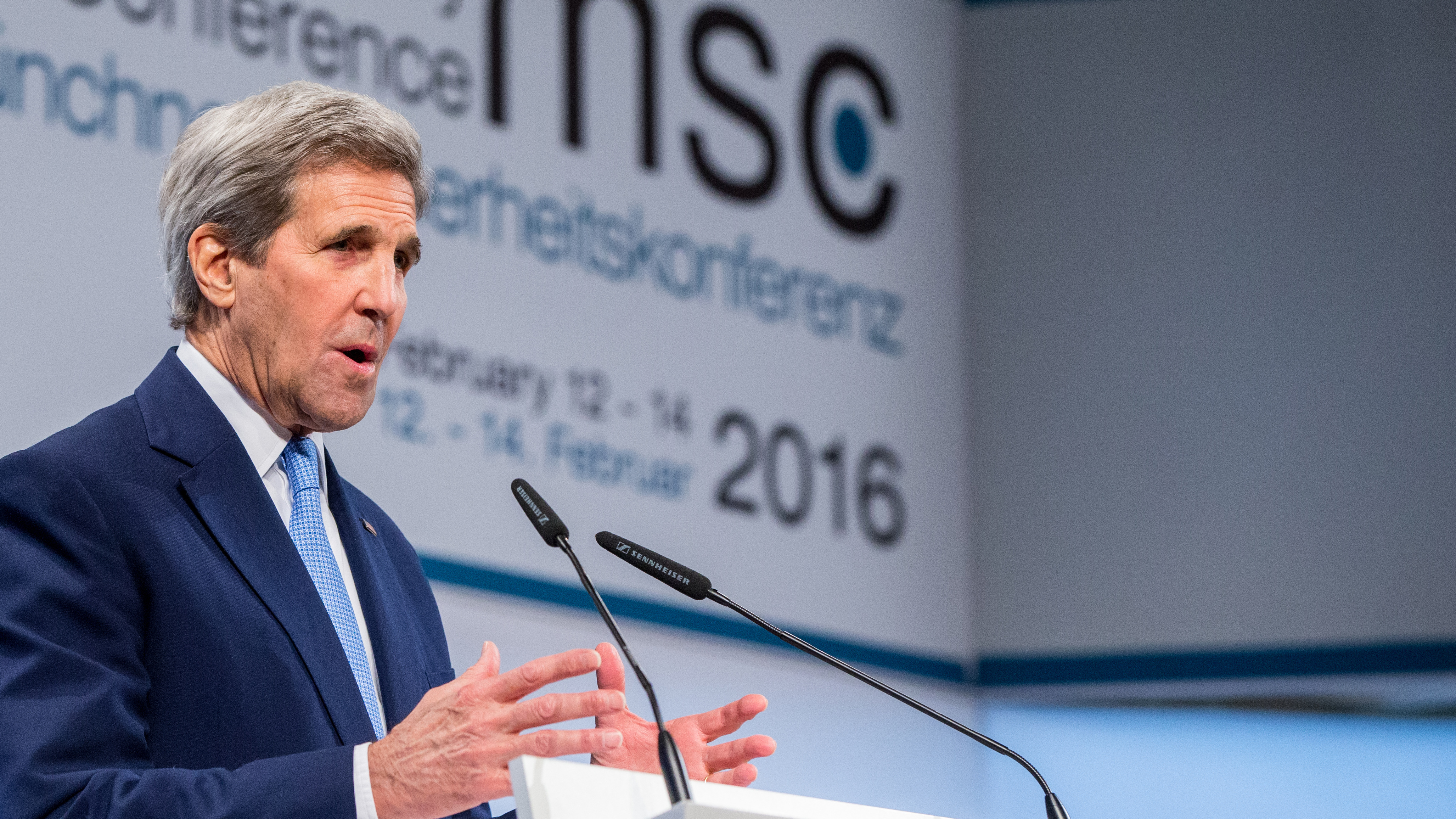
US-Außenminister John Kerry während der 52. Sicherheitskonferenz

Der russische Außenminister Sergei Lawrow bekräftigte den bereits von Ministerpräsident Medwedew geäußerten Vorwurf, dass NATO und EU eine Zusammenarbeit Russland verweigerten und das Land wie einen Feind behandelten. Auch brachte er die Verärgerung seiner Regierung über westliche Forderungen nach einer Einstellung russischer Luftangriffe auf gemäßigte Rebellen zum Ausdruck. Der deutsche Außenminister Frank-Walter Steinmeier äußerte schließlich seine Überzeugung, dass sich die NATO und Russland nicht im Kalten Krieg befänden. Laut Steinmeier sei wichtig, die EU „in Takt zu halten“. Gelänge dies, so der Außenminister weiter, sei schon viel gewonnen.
Während der Konferenz wurde ein Telefongespräch zwischen US-Präsident Obama und Russlands Präsident Putin bekannt, in dem beide die Ergebnisse zu Syrien positiv bewertet hatten.
US-Außenminister John Kerry erklärte auf der Sicherheitskonferenz, dass die internationale Staatengemeinschaft noch nie mit so vielen verschiedenen Krise gleichzeitig konfrontiert gewesen sei. Der Außenminister erinnerte an die Situation von 1963, dem Jahr der ersten Sicherheitskonferenz in München. Damals sei, erklärte Kerry, der Kalte Krieg „ziemlich heiß“ gewesen. Dennoch habe die Welt die Krise überwunden. Kerry schilderte den Optimismus des damaligen US-Präsidenten Kennedy, der 1963 in Berlin gefordert hatte, über die aktuellen Gefahren „hinaus auf die Hoffnungen von morgen“ zu schauen. Daraus schöpfe er Mut für den laufenden Kampf gegen den Terror, erklärte Kerry weiter.

### Syrien und der Kampf gegen den IS

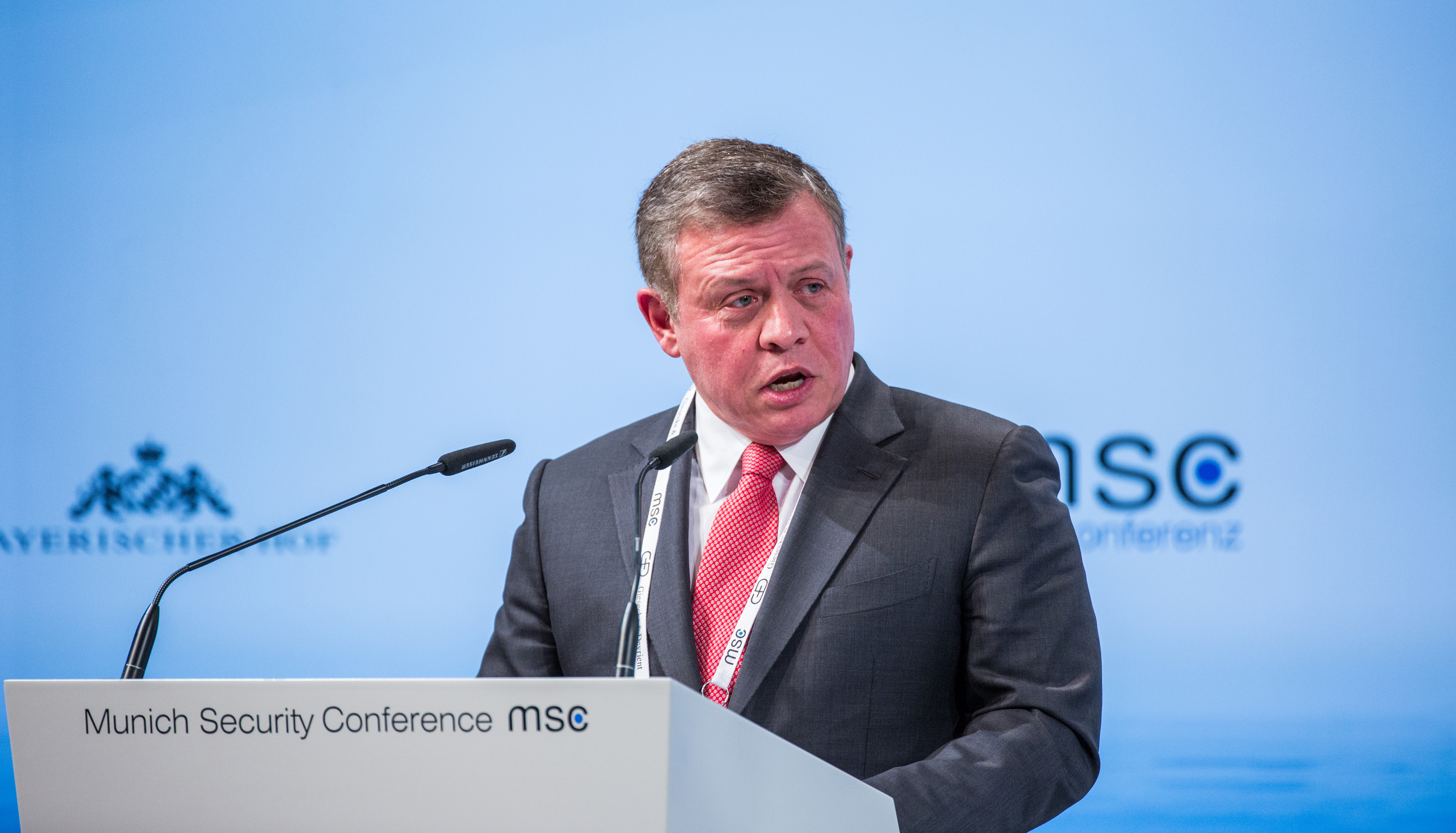
Der jordanische König Abdullah während der 52. Sicherheitskonferenz

Die Lage in Syrien und der Kampf gegen den Terror war ein weiteres wichtiges Thema der Sicherheitskonferenz.
König Abdullah von Jordanien bekräftigte in diesem Zusammenhang, dass der Terror keineswegs eine Aufgabe allein für die Staaten des Nahen Ostens sei. Der König beschrieb eine europäische Dimension des Problems, weil zuletzt auch der Balkan als Rückzugsort des IS gedient habe. Tatsächlich handele es sich beim Kampf gegen den Terror um eine Form des Weltkriegs, der mit anderen Mitteln ausgefochten werde, erklärte der jordanische König. Afghanistans Präsident Ghani kritisierte in seiner Rede Europa, welches die Entwicklung des IS verschlafen habe. Beobachter beschrieben die Vorwürfe Ghanis auch als Versuch, von eigenen Versäumnissen abzulenken.
Der irakische Präsident Haider al-Abadi berichtete von den Bemühungen seines Landes im Kampf gegen den IS und sagte weitere Anstrengungen der irakischen Regierung zu. Neben positiven Entwicklungen wie der Sicherheitslage in Bagdad, welche so gut sei wie seit 2003 nicht mehr, nannte der Präsident die Existenz von Gruppierungen, die nicht mehr unter Kontrolle des irakischen Staates stehen, besorgniserregend. Deutliche Kritik übte er an eigenmächtigen Truppenentsendungen der Türkei auf irakisches Staatsgebiet. Saudi-Arabiens Außenminister Adel al-Dschubeir attackierte Syriens Präsident Assad und merkte an, dass der IS aus „Psychopathen ohne Religion“ bestünde.

### Lage im Nahen Osten

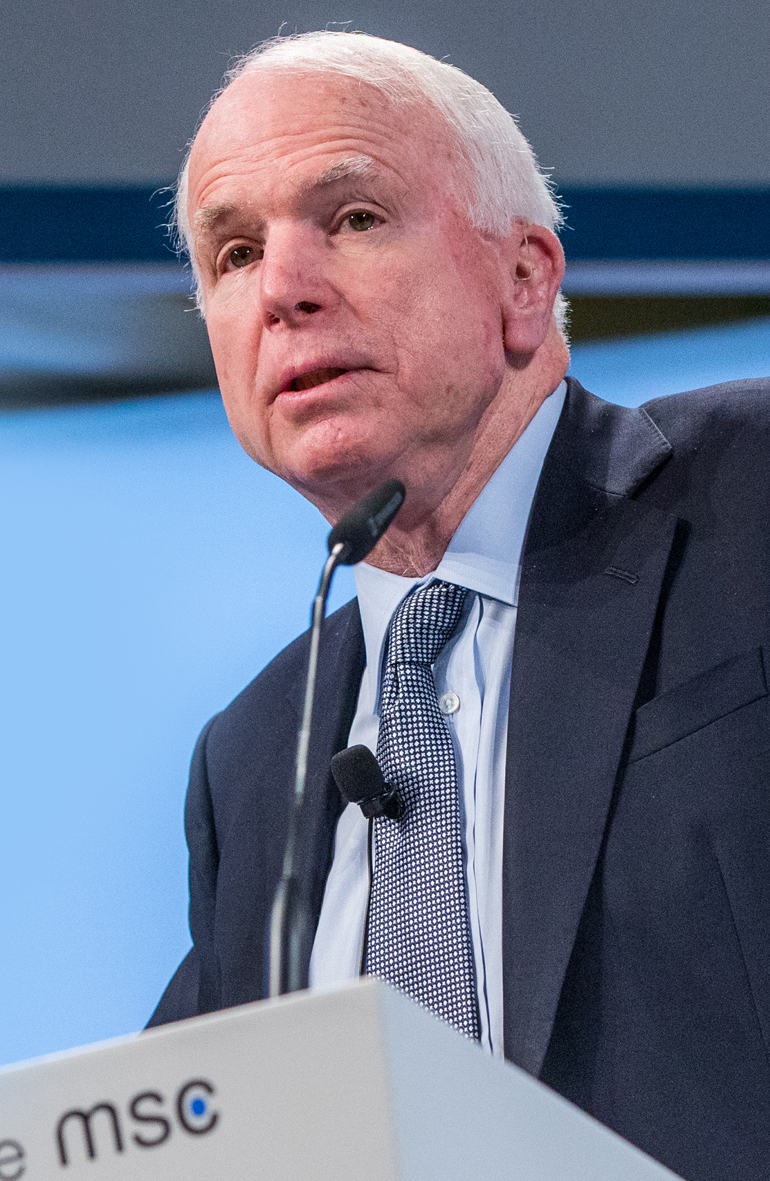
US-Senator John McCain auf der 52. MSC

Während einer Podiumsdiskussion zur Lage im Nahen Osten schilderte der amerikanische Senator McCain die weltpolitische Lage in deutlichen Worten. Aufgrund erodierender Machtgleichgewichte, so McCain, sei die bisherige Weltordnung im Zerfall begriffen. Der Senator warf dem Westen Schwäche gegenüber Russland vor und kritisierte die diplomatische Linie von US-Außenminister Kerry. Diese, so McCain, fördere die militärische Aggression Russlands. Er äußerte sich auch skeptisch zur Syrien-Vereinbarung. Sie belohne Aggression und sei ein weiteres Zeichen westlicher Schwäche, erklärte der Senator. Sie reiche auch nicht aus, um die Flüchtlingskrise zu beenden, welche Russland als Waffe gegen die westliche Gemeinschaft einsetze, so McCain. Der Generalsekretär des Golf-Kooperationsrates, Al Zayani, befürwortete die Vereinbarung. Norbert Röttgen, Vorsitzender des Auswärtigen Ausschusses im Bundestag, erklärte, dass Russland durch sein gewaltsames Handeln in Syrien die Oberhand im Nahen Osten errungen habe. Er sprach sich zudem gegen weitere Zugeständnisse des Westens im Ukraine-Konflikt als Gegenleistung für ein russisches Entgegenkommen in Syrien aus. Er nannte es einen Fehler, 2015 auf die Einrichtung einer Sicherheitszone für syrische Flüchtlinge verzichtet zu haben. So hätten sich die Turbulenzen über die Region ausgedehnt. Röttgen forderte Europa auf, die Verantwortung für seine Sicherheit selbst zu übernehmen. Der israelische Verteidigungsminister Mosche Jaalon kritisierte auf der Konferenz das Fehlen einer „großen Strategie“ des Westens im Umgang mit dem Terror und zur politischen Situation im Nahen und Mittleren Osten. Er bekräftigte die israelische Strategie der „roten Linien“ gegenüber Syrien. Schließlich fügte er noch hinzu, dass der Konflikt zwischen der NATO und Russland kein neuer Kalter Krieg sei, da Russland einseitig handle und keine Aggression von Seiten des Westens ausginge.

### Zukunft der NATO
Während einer Diskussionsrunde zur Zukunft der NATO äußerte sich Polens Außenminister Witold Waszczykowski zufrieden mit der erhöhten Truppenstärke der NATO in Osteuropa, sprach sich aber zugleich für eine Stationierung weiterer Truppen und die Errichtung fester militärischer Einrichtungen aus. Der Außenminister bezeichnete die NATO-Russland-Grundakte von 1997, die eine Stationierung von NATO-Truppen beschränkt, im Zusammenhang mit den jüngsten politischen Entwicklungen und des aggressiven Auftretens Russlands als „ungültig“ und forderte bei den Truppenstationierungen eine „Gleichbehandlung“ mit den westlichen NATO-Staaten. Die norwegische Premierministerin Erna Solberg erklärte während der Diskussion, dass die NATO die Sicherheit aller Mitgliedsstaaten gewährleisten müsse und nicht nur der Staaten an der Ost- und Südflanke.

### Nordkoreanisches Atomprogramm
Während einer Podiumsdiskussion zur Rolle Chinas in der internationalen Gemeinschaft kritisierte US-Senator Bob Corker, Vorsitzender des United States Senate Committee on Foreign Relations, ein unzureichendes Vorgehen der chinesischen Regierung gegen die atomare Aufrüstung Nordkoreas. Corker warf China vor, sich bei der Lösung des Atomstreits zu verweigern und zugleich sensible Technik an Nordkorea und Iran zu liefern. Fu Ying, die Vorsitzende des Komitees für Auswärtige Angelegenheiten des Nationalen Volkskongresses Chinas, wies die Kritik zurück, brachte aber die Verärgerung ihrer Regierung über das Vorgehen Nordkoreas zum Ausdruck. Auch der frühere australische Premierminister Kevin Rudd warnte vor einer weiteren atomaren Aufrüstung Nordkoreas und forderte eine diplomatische Lösung des Konflikts. Sollte diese scheitern, werde es „sehr, sehr hässlich“ werden, warnte der Asien-Experte.

### Geheimdienste
Erstmals nahmen auf der Sicherheitskonferenz die Leiter wichtiger westlicher Geheimdienste an einer öffentlichen Podiumsdiskussion teil. James R. Clapper, Nationaler Geheimdienstkoordinator der USA, Robert Hannigan, Direktor des britischen Geheimdienstes GCHQ, Robert Bertholee, Direktor des niederländischen Geheimdienstes AIVD und Gerhard Conrad, Direktor von INTCEN, diskutierten gemeinsam mit Vinton G. Cerf, Internet-Pionier und Vizepräsident von Google, über das Verhältnis von Sicherheit und Bürgerrechten. Die Vertreter der Geheimdienste beschrieben die weltweite Sicherheitslage und warnten vor der hohen Zahl an potentieller Terroristen aus den Reihen des IS. Nach Angaben von Clapper stammen von dessen 38.000 Kämpfern 6.900 aus westlichen Staaten. Zu deren Rekrutierung und zur Verbreitung ihrer Propaganda nutze die Terrororganisation High-Tech Methoden im Internet. Clapper warnte vor Angriffen des IS mit Chemiewaffen. Er verfüge über industriell hergestellte chemische Waffen und habe diese bereits eingesetzt. Auch den Infrastrukturen in den Industrienationen drohten künftig Terrorangriffe, so Clapper weiter. INTCEN-Direktor Conrad verwies in diesem Zusammenhang auf die neuen Risiken im Zusammenhang mit Big Data. Einig waren sich die Geheimdienstvertreter mit der Forderung nach einem verbesserten Datenaustausch zwischen den Diensten. GCHQ-Chef Hannigan warnte ebenfalls vor Cyberangriffen des IS, sprach sich im Gegensatz zu Clapper aber nicht für Backdoors in Verschlüsselungsprogrammen aus. Im Zusammenhang mit dem neuen transatlantischen Datenabkommen „Privacy Shield“ verkündete Clapper, dass darin auch Schutzrechte für Bürger anderer Staaten festgeschrieben werden sollten. Google-Vizepräsident Cerf betonte, dass das Internet seine Vorteile nur bewahren könne, „wenn es frei, weltweit und offen bleibe und alle Freiheiten der User geschützt sind“.

### Ewald-von-Kleist-Preis 2016
Der Ewald-von-Kleist-Preis 2016 wurde im Rahmen eines Empfangs des Bayerischen Ministerpräsidenten Horst Seehofer in der Münchner Residenz an Christiana Figueres, Generalsekretärin des Sekretariats der Klimarahmenkonvention der Vereinten Nationen, und Laurent Fabius, ehemaliger französischer Außenminister, verliehen. Beide erhielten den Preis für ihre Rolle bei der Verabschiedung des Übereinkommens von Paris, dem Nachfolger des Kyoto-Protokolls, im Dezember 2015. Die Laudatio hielt der stellvertretende UN-Generalsekretär Jan Eliasson. Die besonders geringe Zahl von Teilnehmern aus den Vereinigten Staaten bei dieser traditionellen Veranstaltung deuteten Beobachter als Ausdruck von Kritik an einer Moskau-Reise Seehofers unmittelbar vor der Sicherheitskonferenz.

### Lage in Afrika
Bei einer Podiumsdiskussion zur Lage in Afrika beschrieb der ehemalige UN-Generalsekretär Kofi Annan die Perspektivlosigkeit der afrikanischen Jugend als wichtige Ursache für Flucht und Terror. Er forderte mehr humanitäres und soziales Engagement bei der Lösung von Krisen und betonte, dass rein militärische Maßnahmen nicht erfolgreich sein werden. Auch sei das afrikanische Wirtschaftswachstum der vergangenen Jahre nur bei einer kleinen Elite angekommen, welche aber nicht in die Entwicklung ihrer Länder investiert hätte, so Annan weiter. Hassan Sheikh Mohamud, Präsident von Somalia, bekräftigte Annans Ansicht und schilderte aus seinem Land, dass viele Milizionäre aus wirtschaftlichen Motiven in die al-Shabaab eingetreten seien. Zu den weiteren Teilnehmern zählte auch Salil Shetty, Generalsekretär von Amnesty International, der dem Westen eine erhebliche Mitschuld an den Konflikten vorwarf.

### Flüchtlingskrise
Während einer Podiumsdiskussion zur Flüchtlingskrise betonte Kanzleramtsminister Peter Altmeier die Bedeutung einer Waffenruhe in Syrien. Altmaier forderte in Europa eine Kontingentierung von Flüchtlingen und sprach sich dafür aus, diese vor allem in der Umgebung ihrer Heimat unterzubringen und dort mit Wohnungen und Schulen zu versorgen. Dazu zählte der Minister auch die Überführung von Flüchtlingen in die Türkei oder die Rückführung in sichere Herkunftsländer. Er betonte, dass die Krise nicht mit nationalen Maßnahmen zu lösen sei. Der türkische Außenminister Mevlüt Çavuşoğlu erklärte, dass die Türkei Europa durch die Aufnahme von 2,5 Millionen syrischen Flüchtlingen vor „Überlastung und kriminellen Risiken“ geschützt habe. Zugleich mahnte er eine bessere Koordination der internationalen Hilfe an. Der niederländische Außenminister Bert Koenders erklärte, dass neben Flüchtlingen, die Schutz benötigten, auch viele Menschen aus anderen Motiven nach Europa strömten. Der Außenminister forderte daher einen Schutz der europäischen Außengrenzen und die Kontrolle einreisender Personen. Laut Koenders bestehe kein Mangel an einer europäischen Strategie in der Flüchtlingsfrage. Er kritisierte aber Schwächen bei deren Umsetzung. Der italienische Außenminister Paolo Gentiloni bezeichnete die Flüchtlingskrise als ein „bleibendes Problem“, bei dessen Bewältigung oft innenpolitische Argumente eine europäische Lösung verhinderten. Dies drohe zu einer großen Gefahr für den Kontinent zu werden, warnte Gentiloni.